# Leibermuster (камуфляж)
Ляйбермустер (нім. Leibermuster — «візерунок Ляйбера») — німецька модель деформаційного військового камуфляжу, вперше застосована в 1945 році. Ця модель була останньою з лінійки  німецьких камуфляжів періоду Другої світової війни.

## Історія

### Назва
Камуфляж був розроблений професором Йоганном Георгом Шиком, який з 1937 року розробив декілька шаблонів камуфляжної форми для Waffen-SS. Однак назва Leibermuster походить від прізвища інженера Гельмута Ляйбера з Фрайбурга, який спільно з компанією Schlieper & Baum AG з Вупперталя володів двома патентами на виробництво двох камуфляжів. Назва Leibermuster була офіційною — назви всіх інших німецьких камуфляжних малюнків — неофіційні.

### Розробка і впровадження під час Другої світової війни
Уніформа за зразком Ляйбера є найрідкіснішим камуфляжним зразком на сьогодні, оскільки вона надійшла у виробництво лише з весни 1945 року.
Leibermuster був першим німецьким камуфляжем, що мав видаватись як регулярній армії (вермахту), так і в війсках СС. До закінчення війни камуфляж був виготовлений в дуже обмеженій кількості й не встиг набути широкого поширення. На всіх відомих оригінальних зображеннях Leibermuster зображені солдати вермахту, дислоковані в колишній Чехословаччині в травні 1945 року. Немає відомих зображень членів Ваффен-СС, які носять камуфляж Leibermuster.

### Післявоєнне використання

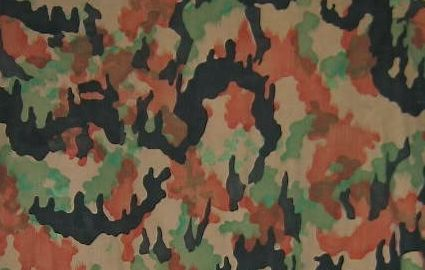
Шаблон «Лайбермустер Бундесверу» (1955)

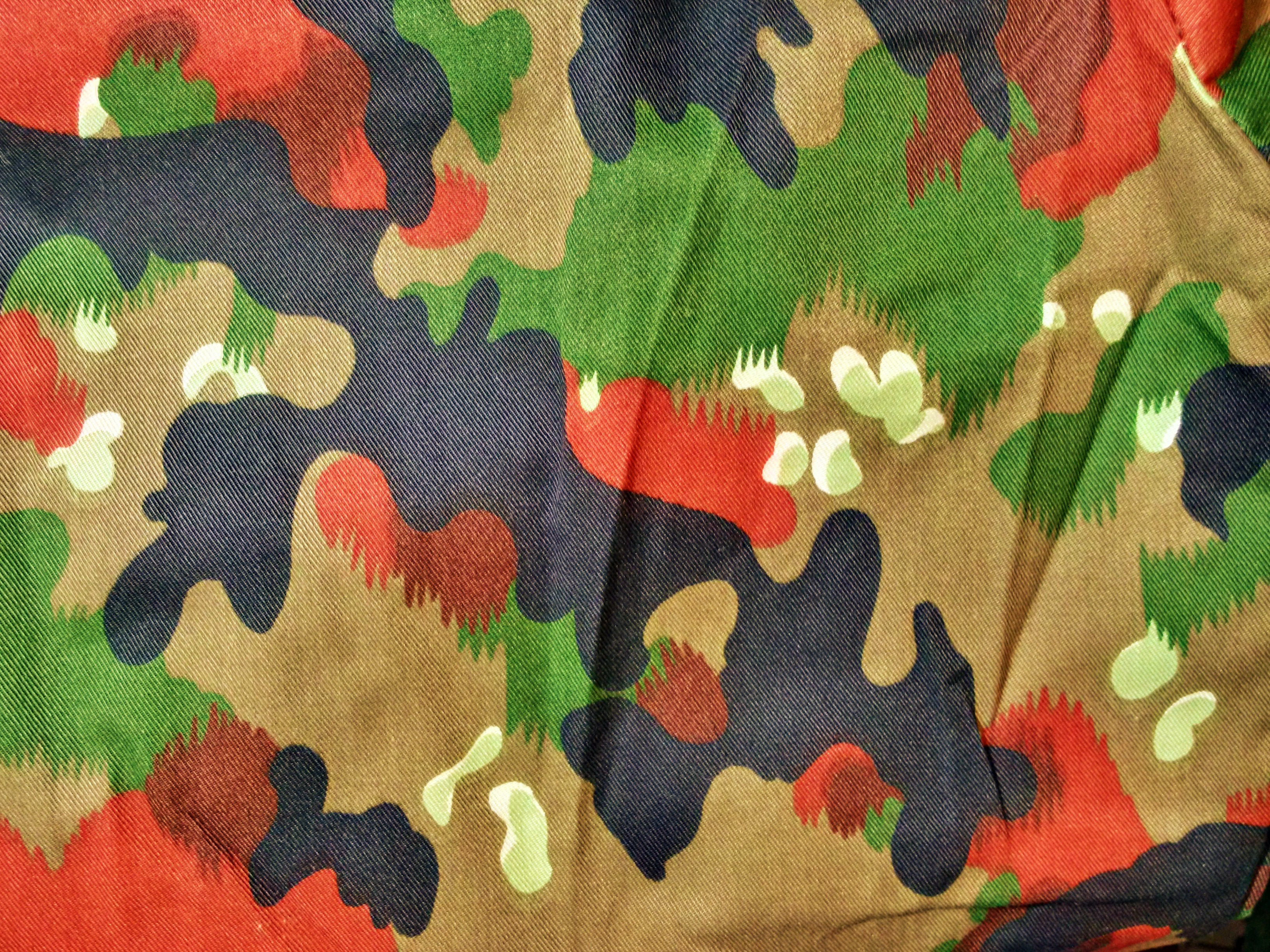
Шаблон швейцарського камуфляжа Taz83 (1983)

Після закінчення війни дещо схожий на ляйбермустер камуфляж дуби (чеськ. duby) вироблявся в Чехословаччині з 1950-х по 1970-і роки. Ці камуфляжі мають схожість тільки у колірній гамі, але їх візерунки були різними по своїй структурі.
У 1950-ті роки перероблений камуфляж Ляйбермустер під назвою «Ляйбермустер Бундесверу» пропонувався як єдиний малюнок для форми військ Європейського оборонного співтовариства. Однострої Ляйбермустер були виготовлені відповідно до німецьких специфікацій у Бельгії компаніями RAKA та K.-H. 1955 року, а потім представлені на презентації нової форми Бундесверу в червні 1955 року на прес-конференції. Бельгійська армія замовила 20 000 комплектів форми, але відкликала замовлення після зриву створення ЄОТ. У 1956 році бельгійська армія отримала камуфляжний костюм із модифікованим британським малюнком.
Крім того, подібність до Ляйбермустера має швейцарський камуфляж Taz83, який мав більш яскраву частку червоного кольору. Чорна вуглецева фарба використовувалася для забезпечення злиття контурів солдата в інфрачервоному світлі. Цей варіант камуфляжу отримав назву «альпійський камуфляж». Шаблон камуфляжу було замінено у 1990-х роках новим малюнком Taz90, у якому червоний колір був відсутній.
Малюнок наносився на тканину спеціальною світлопоглинальною фарбою, яка також знижувала інфрачервоне випромінювання. Сам по собі малюнок включав шість кольорів: чорний, коричневий, оливковий, світло-зелений, білий, червоний. Сама структура камуфляжу така: на білому тлі друкуються плями оливкового кольору, потім йде зелений колір, зроблений «під листя», після нього накладаються червоно-коричневі вкраплення, а завершують це чорні «потіки». Зразок призначений для забезпечення деякого маскування в інфрачервоному діапазоні.